# Jakobshavn Isbræ
Der Jakobshavn Isbræ (grönländisch Sermeq Kujalleq „Südlicher Gletscher“) ist ein grönländischer Auslassgletscher im Distrikt Ilulissat in der Avannaata Kommunia. Er ist der produktivste Gletscher Grönlands und einer der produktivsten der Welt.

## Geografie
Der Gletscher befindet sich am Ende des Ilulissat-Eisfjord (Kangiata Sullua/Kangia) etwa 60 km östlich von Ilulissat (früher dänisch Jakobshavn). Sein Einzugsgebiet umfasst etwa 110.000 km² und damit rund 6,5 % des grönländischen Inlandeises, und stellt damit einen beträchtlichen Teil der grönländischen Eismasse dar. Der Gletscher läuft durch einen Trog, der sich mit einer Breite von drei bis sechs Kilometern und auf halber Strecke einer Tiefe von 1500 m unter der Meeresoberfläche bei einer Eisdicke von 2500 m etwa 80 km ins Landesinnere zieht, bevor er sich in drei Zweige aufspaltet und allmählich im Rest des Inlandeises aufgeht. Der Jakobshavn Isbræ ist einer von mehreren grönländischen Meeresgletschern, an denen Gletscherbeben registriert wurden.

## Gletscherschmelze und Kalben

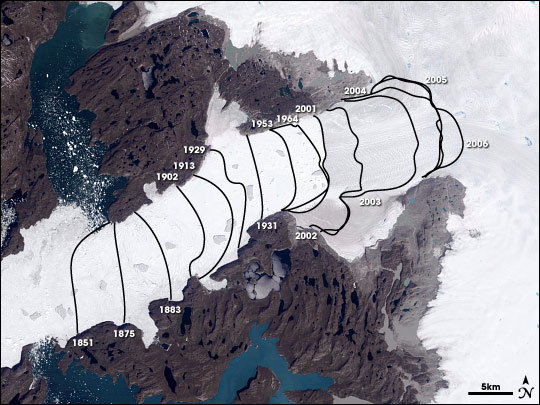
Luftbild des Jakobshavn Isbræ. Die Linien markieren den fortschreitenden Rückzug der Kalbungsfront des westgrönländischen Gletschers von 1851 bis 2006.

Mindestens seit Ende der Kleinen Eiszeit 1850 zieht sich der Jakobshavn Isbræ zurück. Die Gletscherfront liegt mittlerweile etwa 40 km weiter östlich als noch 1850. Im Zuge der weltweiten Gletscherschmelze als Folge der globalen Erwärmung in der Arktis hat dieser Eisstrom zwischen 2000 und 2010 so viel Eis ans Meer abgegeben, dass er alleine einen Meeresspiegelanstieg von einem Millimeter verursacht hat. Die Masse der Eisberge, die sich pro Jahr von seiner Gletscherzunge ablösen, summiert sich auf bis zu 35 Milliarden Tonnen, was rund 10 % der jährlich gekalbten Eisberge Grönlands entspricht. Der Eisberg, mit dem die Titanic 1912 kollidierte, stammte vermutlich vom Jakobshavn Isbræ.

## Dynamik
Der Gletscher hat die höchste Fließgeschwindigkeit aller Gletscher Grönlands. Nach einer mehrere Jahrzehnte andauernden Periode relativer Stabilität hat sich die Fließgeschwindigkeit des Gletschers seit Ende der 1990er Jahre drastisch erhöht, während die schwimmende Zunge des Gletschers immer mehr an Mächtigkeit verlor und zerfallen ist. Seit der Gletscher seine schwimmende Zunge verloren hat, zeigt er deutliche saisonale Schwankungen: Im Winter fließt der Gletscher langsamer, die Kalbungsfront stößt dabei vor; im Sommer wird der Gletscher schneller und die Front zieht sich zurück. Die in den letzten Jahren am Gletscherende kontinuierlich gestiegene Fließgeschwindigkeit beeinflusst mehr und mehr auch die höher liegenden Bereiche des Gletschers, wobei dieser auch an Mächtigkeit verliert. Im Sommer 2012 wurde einen Kilometer oberhalb des Gletscherendes die bisher höchste Fließgeschwindigkeit gemessen, sie lag bei über 46 m pro Tag (über 17 km pro Jahr) und gilt als die größte je gemessene Geschwindigkeit eines Auslassgletschers in Grönland oder der Antarktika. Die über das Jahr 2012 gemittelte Fließgeschwindigkeit war durchschnittlich dreimal so hoch wie Mitte der 1990er Jahre.